# Deutsche Schule Lüderitz

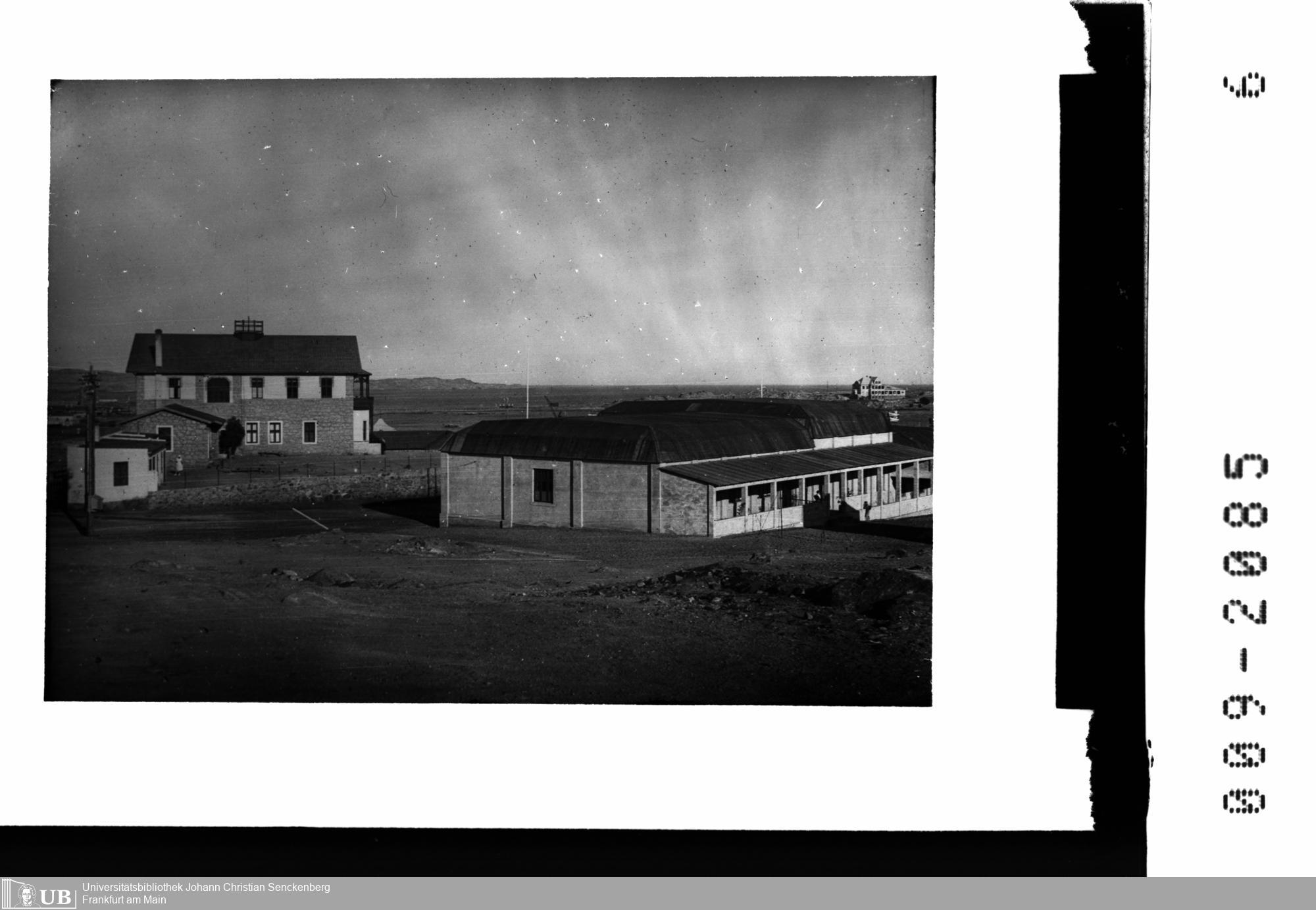
Woermannhaus im Hintergrund und die 1930 errichtete neue Schule im Vordergrund (nach 1930)

Die Deutsche Schule Lüderitz, auch Deutsche Schule Lüderitzbucht, war eine vor 1914 gegründete deutschsprachige Schule in Lüderitz zu Zeiten Deutsch-Südwestafrikas und Südwestafrikas. Die Schule war staatlich und wurde später vom privaten Deutschen Schulverein Lüderitz betrieben.

## Geschichte
Von 1922 bis 1930 war die Schule im Woermannhaus untergebracht, ehe 1930 ein eigenes Schulgebäude errichtet wurde.  Sie verfügte über ein Schülerheim.
In den 1950er Jahren wurde das Schülerheim mit 170 Betten gebaut und die Schülerzahl an der Schule verdoppelte sich. Die Schule wurde 1972 geschlossen, nachdem für das neue Schuljahr 1973 nur 63 anstatt der für eine eigenständige deutschsprachige Schule notwendige Schülerzahl von 70 erreicht wurde. Das Heim wurde für ein Jahr vom Schulverein weitergeführt.
Zu den bekanntesten Schülern der Schule zählte Anton Lubowski, ein Anti-Apartheidsaktivist, der 1989 im Alter von 37 Jahren in Windhoek ermordet wurde.
Heute (Stand 2025) befinden sich am Standort der Schule die Lüderitz Christian School und die Blue School.

## Veröffentlichungen
- Deutsche Schule Lüderitz (Hrsg.): Nautilus – Mitteilungsblatt der Deutschen Schule Lüderitzbucht, Südwestafrika.[9]